# ニコニコまとめ
ニコニコまとめとは、かつてドワンゴの協力のもと、株式会社evaluniが運営していた、キュレーションサービスである。ニコニコ内のサービスの1つであった。

## 概要
ニコニコまとめは、ニコニコ動画にある動画から切り出し画像、コメントを組合わせ「まとめ記事」を利用者が作成できたサービスであり、2017年11月28日にリリースされた。その動画の中にある場面やコメントを集めることができ、手短の魅力を紹介することが可能。対応サービスはニコニコ動画だけだったが、ニコニコ生放送にも対応予定であった。
記事の閲覧はログインしていなくても可能。
作成方法は、作成する画面で検索・視聴履歴から動画を選び、動画の並んでいるコマ送りの画像やコメントを選択。記事を作成するスペースにドラッグ＆ドロップするだけで作成することが可能。画像にコメントを記載することもでき、異なる場面のコメントを集めることもできる。
しかし、サービスの利用者数が少なく、2019年5月22日でサービスを終了した。

## 歴史

### 2017年
- 11月28日 - サービス開始。

### 2019年
- 4月19日 - 記事の新規作成を終了。
- 5月22日 - サービス終了。